# Sweet Lord
Albums par Murs & 9th Wonder
Murray's Revenge
(2006) Fornever
(2010)
Albums par Murs
The End of the Beginning
(2003) Murs for President
(2008)
Albums par 9th Wonder
The Dream Merchant Vol. 2
(2007) 9th's Opus: It's A Wonderful World Music Group Vol. 1
(2010)
Sweet Lord est le troisième album collaboratif de Murs et 9th Wonder, sorti le 23 juillet 2008.

## Liste des titres
| No  | Titre                                | Contient un (des) sample(s) de                                     | Durée |
| --- | ------------------------------------ | ------------------------------------------------------------------ | ----- |
| 1.  | Intro                                | Make Me Yours de Leon Haywood                                      | 3:10  |
| 2.  | Are You Ready?                       | Super Ape des Upsetters                                            | 3:50  |
| 3.  | Nina Ross                            | Heaven Right Here (On Earth) de Leroy Hutson                       | 3:58  |
| 4.  | Free                                 | Music Is Forever des Dramatics                                     | 3:31  |
| 5.  | And I Love It                        | Baby You Move Me des O'Jays                                        | 3:54  |
| 6.  | Pusshhhhhh                           |                                                                    | 3:06  |
| 7.  | It's for Real                        | This Time, It's for Real de The Choice Four                        | 3:16  |
| 8.  | Marry Me                             | That's the Way I've Always Heard It Should Be de Lou Bond          | 2:51  |
| 9.  | Love the Way (featuring Tyler Woods) | Oh, Baby, I Love the Way de New Birth                              | 3:16  |
| 10. | Murs Inatra                          | Four for the Price of One des O'Jays Love Is Everywhere des O'Jays | 3:31  |